# Jarosław Kozakiewicz
Jarosław Kozakiewicz (ur. 1961 w Białymstoku) – polski twórca multidyscyplinarny: artysta wizualny, rzeźbiarz, autor projektów architektonicznych; profesor Akademii Sztuk Pięknych w Warszawie.

## Życiorys
Ukończył studia na Wydziale Rzeźby Akademii Sztuk Pięknych w Warszawie w 1985 roku. Przez kolejne trzy lata kształcił się w The Cooper Union for the Advancement of Science and Art w Nowym Jorku. W 1997 roku otrzymał stopień doktora, a 2013 roku tytuł profesora na warszawskiej ASP, gdzie prowadzi Interdyscyplinarną Pracownię Projektową na Wydziale Wzornictwa.
Laureat wielu krajowych i zagranicznych konkursów. W 2003 roku otrzymał pierwszą nagrodę w konkursie na zagospodarowanie terenów pokopalnianych w Boxbergu na Pojezierzu Łużyckim. W ramach Projektu Mars powstała wielohektarowa rzeźba ziemna w kształcie ludzkiego ucha.
W 2005 roku jego projekt Most Duchów zwyciężył w międzynarodowym konkursie na Park Pojednania Narodów w okolicy Muzeum w Auschwitz-Birkenau.
W 2006 roku reprezentował Polskę na X Międzynarodowej Wystawie Architektury w Wenecji, gdzie pokazał swój utopijny projekt Transfer.
Na X Triennale Kleinplastick w Fellbach w 2007 roku otrzymał nagrodę publiczności. W tym samym roku zdobył też specjalne wyróżnienie w konkursie na projekt budynku Muzeum Sztuki Nowoczesnej w Warszawie.
Został odznaczony przez Ministra Kultury i Dziedzictwa Narodowego Srebrnym Medalem „Zasłużony Kulturze Gloria Artis” w 2015 roku.
Jego projekty były wystawiane w wielu prestiżowych galeriach i muzeach, takich jak: Centre for Fine Arts BOZAR w Brukseli, Martin Gropius Bau w Berlinie, Istanbul Modern, La Triennale di Milano. Realizacje artysty są też stałymi elementami przestrzeni publicznej, jak np. fontanna Akwaporyna przed Centrum Nauki Kopernik czy Przejście – kładka na stawie w Centrum Rzeźby Polskiej w Orońsku.
Jego prace znajdują się w zbiorach m.in. Narodowej Galerii Sztuki Zachęta w Warszawie, Muzeum Narodowym w Krakowie, Centrum Sztuki Współczesnej Zamek Ujazdowski w Warszawie, Centrum Rzeźby Polskiej w Orońsku, Centrum Sztuki Współczesnej w Toruniu, Instytucie Sztuki Wyspa w Gdańsku, Galerii Arsenał w Białymstoku, Galerii Arsenał w Poznaniu, MS2 – Muzeum Sztuki w Łodzi, Muzeum Sztuki Współczesnej w Krakowie MOCAK i CAP Collection.
Mieszka i pracuje w Warszawie.

## Twórczość
Twórczość Kozakiewicza charakteryzuje się unikalnym połączeniem sztuki, architektury i nauki. Jego prace stanowią eksperymenty z formą przestrzenną.
W centrum jego praktyki artystycznej znajduje się ludzkie ciało. Jego projekty zawdzięczają swoją geometrię organizacji ludzkich zmysłów. Artysta eksploruje w nich związki pomiędzy człowiekiem a jego otoczeniem, między mikro- i makrokosmosem.
Często powraca do problemu degradacji środowiska naturalnego i analizuje społeczno-ekologiczne aspekty urbanistyki. Według Kozakiewicza architektura powinna być zintegrowana ze środowiskiem i odzwierciedlać złożoność relacji człowieka z naturą, zamiast odpowiadać jedynie na potrzeby użytkowe.
Kozakiewicz tworzy projekty o charakterze site-specific, podejmując dialog z historią i symboliką danego miejsca. Obok terenów zdegradowanych i wymagających rewitalizacji (obszary poprzemysłowe, wysypiska śmieci itp.), w kręgu jego zainteresowań znajdują się przestrzenie miejskie. Działa zarówno w tych zaniedbanych i zapomnianych, jak i w „miejscach zapisanych historią”, aby stworzyć nowe konteksty lub wydobyć niewidoczne warstwy znaczeniowe.

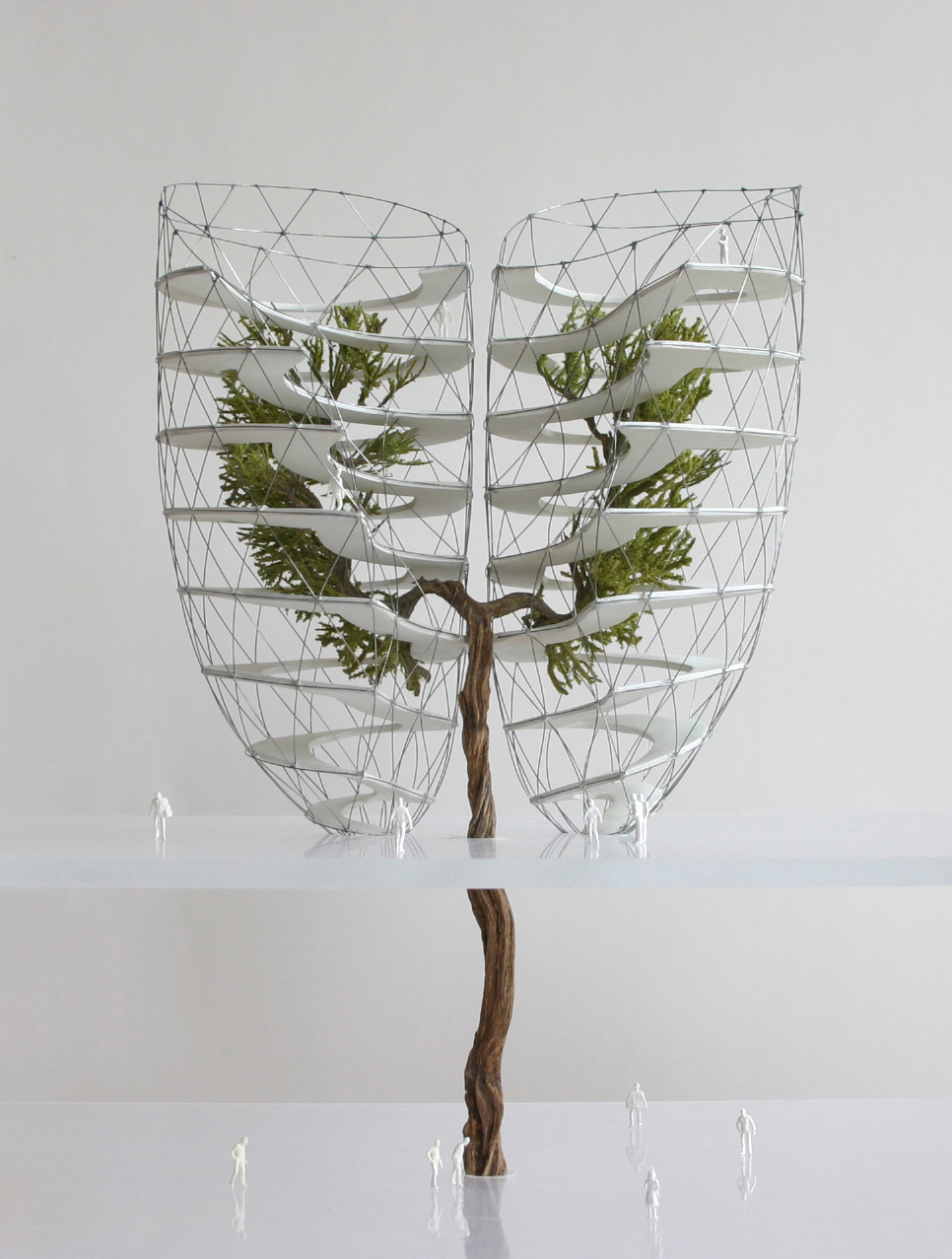
Jarosław Kozakiewicz, „Oxygen Towers”, 2005, architectural model, composite material, scale 1:100

W swoich projektach testuje granice architektury i stawia pytanie o jej przyszłość. Projekty Kozakiewicza to przykłady architektury konceptualnej i krytycznej. Są to często utopijne wizje architektoniczne prezentowane w formie modeli, makiet i wizualizacji. Za ich pomocą artysta diagnozuje problemy przestrzeni publicznej, a także tworzy platformę dialogu o ludzkim doświadczeniu i ekologicznym wymiarze współczesnych miast.
Jest także autorem projektów science-fiction, obejmujących krótkie filmy w konwencji mockumentary. Artysta wzoruje się na popularnonaukowych programach telewizyjnych. W swoich produkcjach manipuluje faktami w celu stworzenia fikcyjnych, utopijnych wizji rzeczywistości. Jego futurystyczne opowieści koncentrują się na, odczuwalnych już dziś, skutkach nieprzemyślanych działań człowieka.

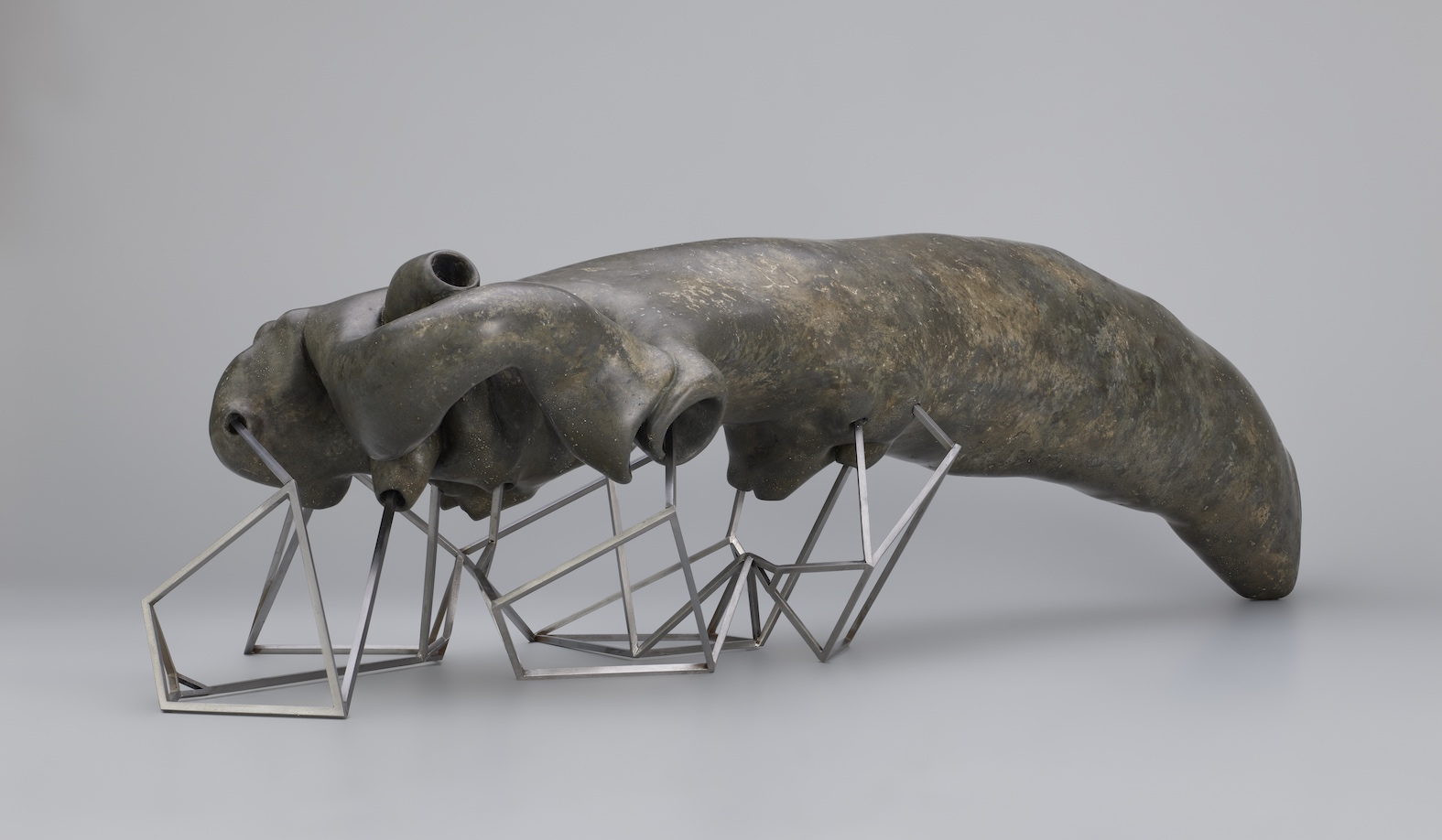
Jarosław Kozakiewicz, „Un-divided II”, 2022-2023, photo Jakub Płoszaj/National Museum in Warsaw

Już od lat dziewięćdziesiątych uwaga Kozakiewicza koncentruje się wokół możliwości wykorzystania nowych technologii oraz osiągnięć nauk biologicznych, równocześnie podejmując koncepcje najnowszej myśli humanistycznej, zagadnienia z kręgu ekokrytyki, transhumanizmu, posthumanizmu. Artystę interesują kwestie odpowiedzialności człowieka za przyrodę, szczęścia istot ludzkich i nie-ludzkich, a także problem transformacji i hybrydyzacji ciała. Najnowsze prace artysty zespalają ze sobą biomorficzne formy z geometrycznymi modułami, stanowiącymi metaforę kultury wytwarzanej przez człowieka. Te hybrydyczne obiekty stają się metaforą, za pomocą której artysta ukazuje wspólnotę ludzi i nie-ludzkich Innych.
Kozakiewicz jest uważany za jednego z wizjonerów polskiej sztuki współczesnej. Jego podejście do projektowania wyznacza nową perspektywę w architekturze – organiczną, zorientowaną na zrównoważony rozwój i respektującą skomplikowane relacje człowieka z przyrodą. Prace Kozakiewicza stanowią inspirację dla kolejnych pokoleń artystów i architektów, wskazując na potrzebę ponownego przemyślenia roli, jaką architektura i sztuka mogą odegrać w tworzeniu bardziej zrównoważonego świata.

### Podstawowe koncepcje
Koncepcje Kozakiewicza mają na celu krytykę antropocentryzmu w architekturze oraz redefinicję przestrzeni jako miejsca, które powinno służyć harmonijnej koegzystencji człowieka z jego otoczeniem. Wizje artysty wykraczają poza tradycyjne rozumienie architektury, łącząc jej funkcjonalność z głębszym doświadczeniem emocjonalnym i społecznym.

#### Geometria wnętrza
Koncepcja „geometrii wnętrza” jest uważana przez krytyków za najbardziej nowatorski wkład Kozakiewicza do teorii i praktyki architektonicznej. Od lat dziewięćdziesiątych artysta kwestionuje dominującą w architekturze antropocentryczną tradycję człowieka witruwiańskiego, opartą na kanonie proporcji ludzkiego ciała. W zamian proponuje paradygmat organiczny dając wyraz przekonaniu, że człowiek jest integralnie zrośnięty z przestrzenią, w której żyje.

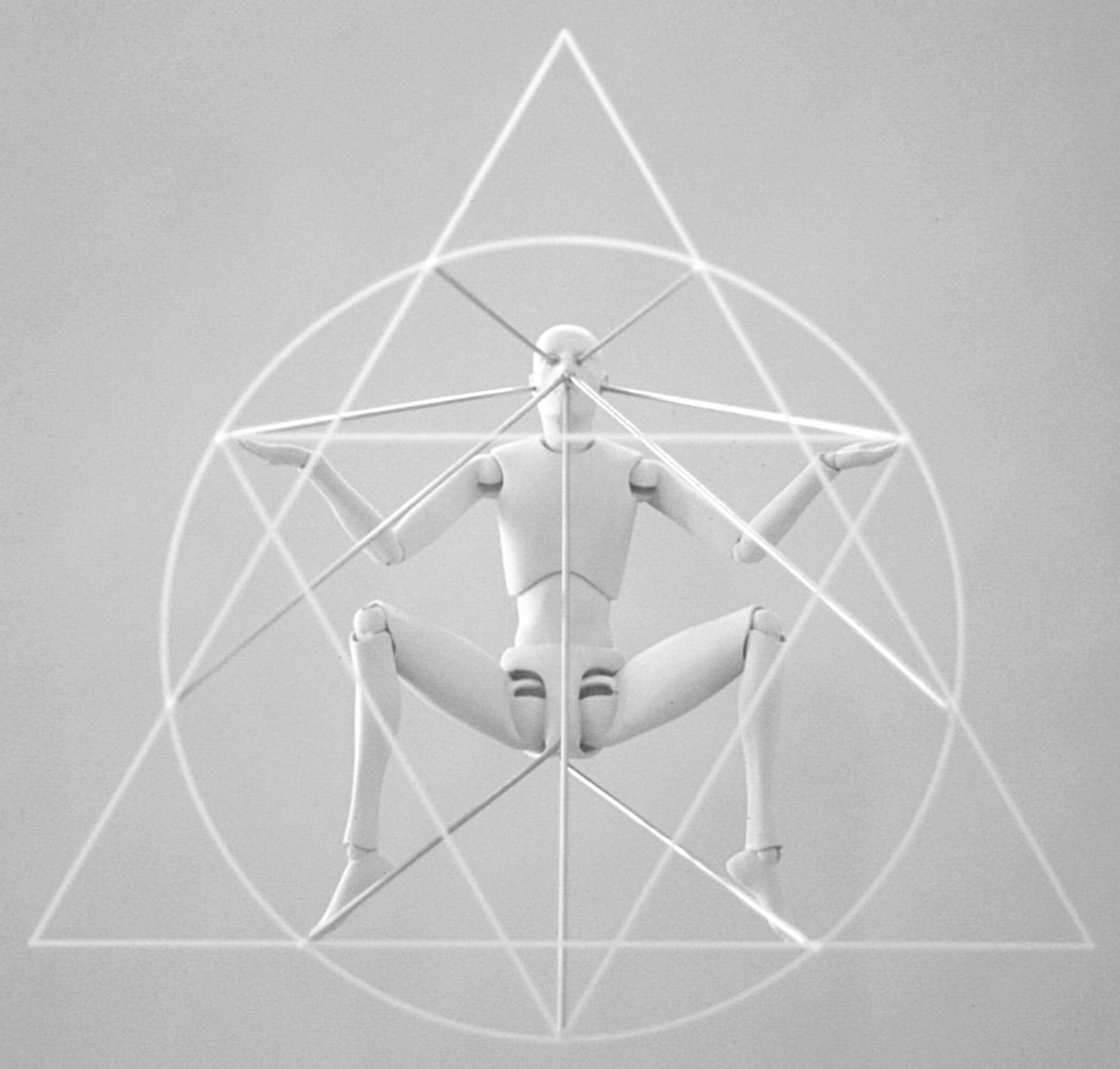
Jarosław Kozakiewicz, „Enneagram”, 2001, Centrum Rzeźby Polskiej w Orońsku

Jego prace tworzą przestrzenie, których struktura wyznaczana jest przez linii łączące otwory w ludzkim ciele, odpowiadające za zmysły, wydalanie i reprodukcję. Dzięki nim kontaktujemy się ze światem zewnętrznym i stajemy się częścią wielopoziomowej sieci komunikacji między bytami. Te połączenia odzwierciedlają harmonijną relację człowieka z naturą. 
Geometrię wnętrza poprzedza Enneagram (2001) – przestrzenny model ciała reinterpretujący człowieka witruwiańskiego z rysunku Leonarda da Vinci. Kolejny projekt, Absentia (2002), stanowi graficzne przedstawienie metody wyprowadzania brył geometrycznych z ludzkiego ciała. Enneagram wraz z Absentią składają się na deklarację ideową artysty.
Pierwszą realizacją tej koncepcji była Wieża miłości (2004), w której struktura architektoniczna została oparta na formach powstałych z modeli ciał złączonych pocałunkiem.

#### Anatomia przestrzeni
Stanowiąca rozwinięcie Geometrii wnętrza, koncepcja koncentrująca się na cielesnym i relacyjnym wymiarze przestrzeni.

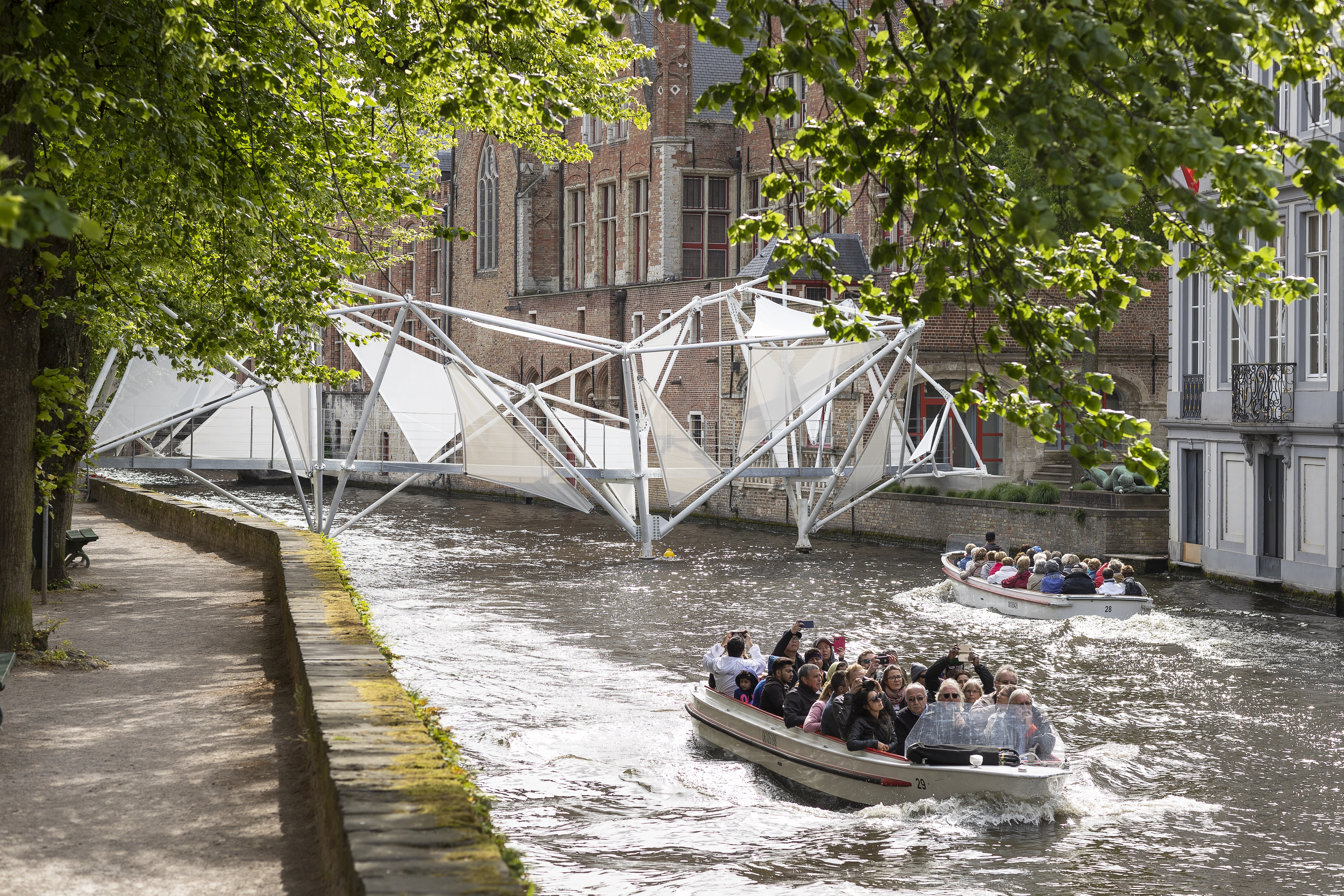
Jaroslaw Kozakiewicz, „BRUG”, Triënnale Brugge, 2018

Na Anatomię przestrzeni składają się plany architektoniczne i wizualizacje Domu nieustającej projekcji (2007), Pawilonu zimowego (2008), a także „archi-rzeźby” (sformułowanie prof. Marty Leśniakowskiej). Struktury te tworzone są z trójwymiarowych modułów wywodzących się z układów punktów przyporządkowanych otworom w głowie odpowiadającym za funkcje życiowe.
„Archi-rzeźby” mogą zostać przekształcone w obiekty użytkowe, np. Wieża obserwacyjna nad Wartą (2009–2011), jednak sensem ich istnienia jest nie tyle użyteczność publiczna, co stworzenie przestrzeni doświadczenia. Konstrukcja site-specyfic z pogranicza architektury i sztuki instalacji, którą Kozakiewicz zaprojektował dla Brugii (Brug, 2018) miała na celu stworzenie warunków do pogłębienia doświadczenia przestrzeni i czasu. Zaprojektowany przez niego most nad kanałem stał się symbolicznym pomostem między architekturą przeszłości (średniowieczna zabudowa Brugii) i architekturą jutra.

### Źródła inspiracji
Artysta czerpie z różnych dziedzin, takich jak ekologia, genetyka, fizyka czy astronomia. Inspirują go zarówno współczesne badania naukowe, jak i starożytne koncepcje kosmologiczne.
Istotnym punktem odniesienia w jego pracach jest ludzkie ciało, postrzegane przez artystę jako model kosmosu – mikroświat, którego struktura i funkcje znajdują odzwierciedlenie w makrokosmosie wszechświata.
Architektura Kozakiewicza jest często zainspirowana budową i funkcjonowaniem organizmów żywych, jak również zjawiskami zachodzącymi w mikroświecie. Przykład stanowi nawiązująca do budowy cząsteczki węgla architektonika kompleksu rekreacyjnego zaprojektowanego w ramach planów rewitalizacji Pojezierza Łużyckiego (Park heksagonalny, 2002; Zielony obłok, 2003; Most pontonowy, 2004). Stojąca w pobliżu Centrum Nauki Kopernik, fontanna Akwaporyna (projekt: 2010, realizacja: 2015) odwzorowuje wygląd i działanie białka akwaporynowego, tworzącego kanały do transportu cząsteczek wody.
Zainteresowanie Kozakiewicza astronomią i nowymi technologiami objawia się futurystycznym rysem w jego sztuce, obecnym już w latach dziewięćdziesiątych. Pogłębiając temat relacji makrokosmosu z mikrokosmosem, artysta koncentruje się na otworach ludzkiego ciała jako miejscach przepływu między człowiekiem a otaczającą go rzeczywistością. Projekty takie jak O granicach ciał, HMUS (1997), Ucieleśniony Model Układu Słonecznego (1998) oraz Pejzaże (1998–1999) ukazują jego wizję kosmosu jako żywego organizmu, w którym organy ludzkie wiodące do wnętrza ciała są przyporządkowane planetom.
W tych utopijnych wizjach widać cechy i elementy zapowiadające późniejszą twórczość Kozakiewicza: inspiracje płynące z fantastyki naukowej, gry ze skalą, dialog z kontekstem miejsca, zacieranie granic między rzeźbą i architekturą, postrzeganie i traktowanie architektury jako nośnika idei i wartości symbolicznych.

## Najważniejsze projekty
- O granicach ciał (1997) – praca podkreślająca ścisły związek mikro- i makrokosmosu; ołowiane odlewy dziewięciu otworów w ludzkim ciele przyporządkowanych dziewięciu planetom Układu Słonecznego[56][57][58].
- Pejzaże (1998–1999) – mapa planet Układu Słonecznego zostaje rzutowana na mapę Europy[59]; każda z planet powiązana jest z odpowiednim otworem w ciele człowieka i przyjmuje postać makiety rzeźby ziemnej (np. przykład Wenus i Ziemia to prawe i lewe nozdrze, a Saturn to odbyt)[60]; struktury te rozmieszczone zostały na mapie kontynentu z zachowaniem rzeczywistych proporcji orbit ciał niebieskich i odległości pomiędzy nimi – został więc wykreowany zupełnie nowy krajobraz, w którym skala kosmologiczna koresponduje ze skalą ludzkiego ciała[5].
- Stwarzacz chmur (1999) – projekt nawiązujący do sporu wokół niechcianego dziedzictwa socrealizmu, którego symbolem stał się warszawski Pałac Kultury i Nauki[5].
- Wieża miłości (2004) – projekt, w którym struktura architektoniczna została oparta na formach powstałych z modeli ciał złączonych pocałunkiem[61][62][63].
- Park Pojednania (2005) – zwycięski projekt w międzynarodowym konkursie na zagospodarowanie terenu w pobliżu Muzeum Auschwitz-Birkenau (ogłoszonym przez Fundację „Park Pojednania – Ogrody Europy w Oświęcimiu”); plan zakłada budowę Mostu duchów, łączącego teren byłego obozu koncentracyjnego z założeniem parkowym powstającym po drugiej stronie rzeki Soły; spiralna kładka dla pieszych symbolizuje przejście od śmierci do życia, od wojny do pokoju[5][64][65].
- Wieże Tlenowe (2005) – projekt ekologicznych struktur przypominających formą ludzkie płuca powstał jako odpowiedź na problem zatłoczenia i zanieczyszczenia środowiska miejskiego[66][67][68].
- Transfer (2006) – projekt konceptualno-urbanistyczny przedstawiony podczas Międzynarodowej Wystawy Architektury w Wenecji: sieć wiaduktów dla pieszych i rowerzystów, umożliwiających bezpieczniejsze i zdrowsze („transfer” świeżego powietrza) poruszanie się po mieście, a zarazem tworzących „ścieżkę pamięci prowadzącą przez historyczne miejsca Warszawy” (określenie Gabrieli Świtek)[5][69][70].
- Projekt Mars (2007) – monumentalna rzeźba ziemna utworzona na terenie byłej kopalni węgla brunatnego nad jeziorem Baerwalde w Niemczech; rzeźba ma kształt ludzkiego ucha, wskazującego na konieczność wsłuchiwania się w naturę i zrozumienia naszego miejsca w ekosystemie[71][72].
- Natura (do) mieszkania (2007) – utopijna wizja rewitalizacji betonowych peerelowskich blokowisk osiedla Za Żelazną Bramą, uwzględniająca integrację zieleni miejskiej[5][73].
- Drzwi do Muzeum (2008) – instalacja przed wejściem do ms2 w łódzkiej Manufakturze mający na celu wyróżnienie muzeum z sąsiedztwa centrum handlowego, a jednocześnie dialog z otoczeniem przemysłowym; monumentalny obiekt wykonano ze stali kortenowskiej, na której – po wystawieniu na działanie powietrza i deszczu – pojawia się rdzawy nalot; drzwi opierają się o fasadę muzeum, nawiązując do kształtu ślepych arkad z elewacji budynku[5].
- R/ewolucja (2011) – krótki film w konwencji science-fiction, ukazujący szerszenie azjatyckie wykorzystujące energię słoneczną jako inspirację dla biotechnologicznych zmian ludzkich ciał; namysł nad ewolucją, zagrożeniami klimatycznymi i ideą wspólnoty ludzi i istot nie-ludzkich[74][75].
- Fontanna Akwaporyna (2015) – instalacja przed Centrum Nauki Kopernik, składająca się z kilku helis, inspirowana akwaporyną – strukturą białka transportującego wodę w komórkach organizmów żywych[76].
- Przejście (2015) – kładka dla pieszych na stawie w Centrum Rzeźby Polskiej w Orońsku, służąca do nauki „chodzenia po wodzie”; ma prowokować do refleksji nad doświadczeniem niemożliwego w sztuce[77][5].
- Projekt Instytutu Rozbrojenia Kultury i Zniesienia Wojen im. Józefa Rotblata (2016) – powstały we współpracy z Krzysztofem Wodiczką projekt-apel o rewizję tradycji zaangażowanych w gloryfikację wojny, na lokalizację którego wybrano okolice Grobu Nieznanego Żołnierza w Warszawie[78][79].
- Nie-podzielone (2022-2023) – biomorficzne formy zespolone z geometrycznymi modułami, stanowiące metaforę wspólnoty ludzi i innych bytów, promujące idee ekorozwoju i harmonii z naturą[80][81].

## Wybrane projekty w przestrzeni publicznej i projekty architektoniczne

### Projekty w przestrzeni publicznej
- Przypływ, pomost na Jeziorze Wojnowskim, Wojnowo, 2022
- BRUG, most dla pieszych, w ramach Triennale Brugge, Brugia, Belgia, 2018[82]
- Przejście, kładka dla pieszych na stawie Rolina, Centrum Rzeźby Polskiej, Orońsko, 2015[83][5]
- Akwaporyna, rzeźba i instalacja wodna, Centrum Nauki Kopernik, Warszawa, 2013[84][5]
- Salto, instalacja w przestrzeni publicznej, festiwal ArtLoop, Sopot, 2012[85][86]
- Vicissitudo, rzeźba, Lublin, 2012[87][88]
- Dom niczyj, instalacja, Jelenia Góra, 2009[89]
- Mleczna Droga, projekt fontanny, Centrum Nauki Kopernik, Warszawa, 2008-2014 (projekt niezrealizowany)
- Drzwi do muzeum, rzeźba, Muzeum Sztuki, Łódź, Polska, 2008[5]
- Projekt Mars, rzeźba ziemna, Boxberg, Niemcy, 2007[90]
- Kurtyna ziemna, projekt rewitalizacji Parku J.I. Drwęskich, Poznań, 2007 (projekt niezrealizowany)[91]

### Projekty architektoniczne
- Instytut Rozbrojenia Kultury i Zniesienia Wojen im. Józefa Rotblata, projekt koncepcyjny budynku, zagospodarowania terenu, idei i programu instytucji, Warszawa, 2016 (współautorstwo z Krzysztofem Wodiczką)[92]
- Ogród XXI wieku, Łazienki Królewskie, koncepcja budynku i zagospodarowania terenu, Warszawa, 2013 (projekt niezrealizowany)
- Endless Tower, koncepcja budynku i zagospodarowania terenu, Poznań, 2010 (projekt niezrealizowany)
- Wieża widokowa, Antoniny k/Poznania, 2009-2011[93]
- Pawilon zimowy, projekt rozbudowy restauracji, CSW Zamek Ujazdowski, Warszawa 2009[94]
- Tadigarda Botanica, projekt kopuły ogrodu botanicznego, Wyszków, 2008[95]
- Dom Nieustającej Projekcji, projekt nadmorskiego kina będący jednocześnie (anty-) pomnikiem ku czci I. Bergmana, 2007[96]
- Punctum, projekt nowego skrzydła Muzeum Narodowego w Poznaniu, 2007[97][98]
- Muzeum Sztuki Nowoczesnej w Warszawie, wyróżnienie specjalne w otwartym konkursie, 2007[99]
- Transfer, projekt konceptualno-urbanistyczny, Pawilon Polski, 10. Biennale Architektury, Wenecja, 2006[100]
- Most duchów, projekt kładki dla pieszych, I nagroda w międzynarodowym konkursie na Park Pojednania Narodów – Ogrody Europy w Oświęcimiu, 2005[101]
- Centrum Sztuki Współczesnej w Toruniu, wyróżnienie w konkursie, 2004[102]
- Centrum Kultury Brok, projekt rewitalizacji Pałacu Biskupów Płockich, 2002[103]

## Wybrane wystawy
Wystawy indywidualne:
| 2025 | UNDERGROUND, Muzeum Warszawy |
| 2022 | Struktury rozgałęzione. Studium przepływu, Centrum Rzeżby Polskiej w Orońsku |
| 2018 | Punctum. Architektura krytyczna, Galeria Miejska Arsenał, Poznań |
| 2017 | Zawrót głowy, Zachęta Narodowa Galeria Sztuki, Warszawa |
| 2016 | Rozbrojenie kultury (z Krzysztofem Wodiczką), Zachęta Narodowa Galeria Sztuki |

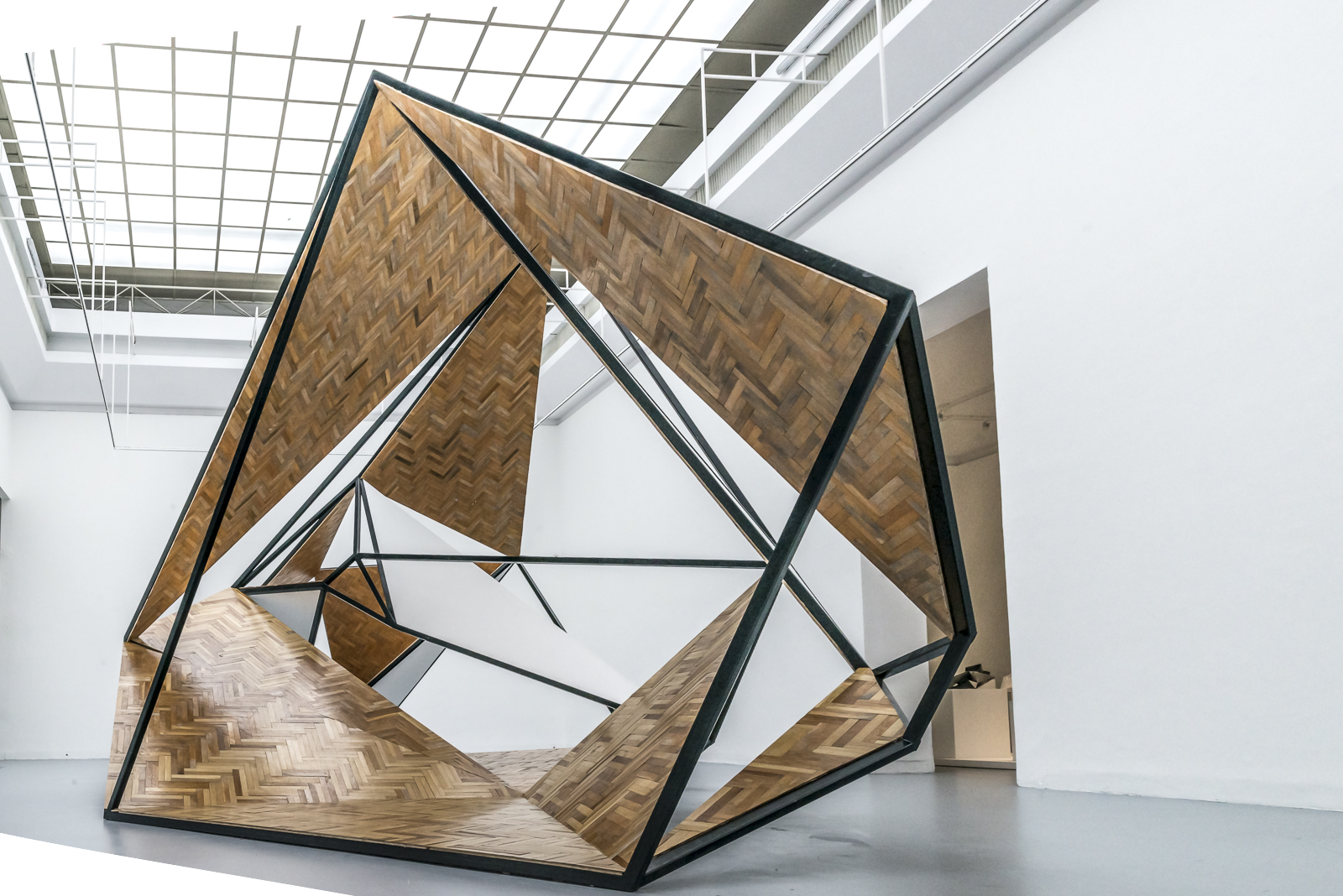
Jarosław Kozakiewicz, „Habitat”, instalacja, widok z wystawy „Zawrót Głowy”, Zachęta Narodowa Galeria Sztuki, Warszawa, 2017

| 2014 | Anatomia przestrzeni, PGS Sopot Anatomia przestrzeni, Galeria Profile, Warszawa |
| 2011 | R/Ewolucja, CSW Zamek Ujazdowski, Warszawa |
| 2009 | Tardigrada botanica, Galeria Biała, Lublin |
| 2006 | Geometria wnętrza w ramach cyklu W samym centrum uwagi, CSW Zamek Ujazdowski, Warszawa Transfer, Pawilon Polski, 10. Biennale Architektury, Wenecja Architektura ciał, Galeria Rzeźby Współczesnej, Centrum Rzeźby Polskiej w Orońsku |
| 2005 | Geometria wnętrza, Academy Schloss Solitude, Stuttgart |
| 1999 | Drzewo, CSW Zamek Ujazdowski, Warszawa Pejzaże, Galeria Arsenał, Białystok |
| 1998 | Więcej światła!, Galeria Zachęta, Warszawa Hmus, Galeria Wyspa, Gdańsk O granicach ciał, Galeria ON, Poznań Spiritus vitalis, Alexandre de Folin Gallery, Nowy Jork                                                                   |
| 1997 | Zmysłowe – pozazmysłowe – rozumowe, CSW Zamek Ujazdowski, Warszawa |

Wystawy zbiorowe:
| 2023 | Arkadia, Muzeum Narodowe w Warszawie Superorganizm (w ramach XII edycji Festiwalu Przemiany), Centrum Nauki Kopernik, Warszawa |
| 2022 | Ruchy tektoniczne. O artystycznych symptomach transformacji, Muzeum Sztuki w Łodzi, 2022-2023 Wyhoduj sobie miasto (w ramach XI edycji Festiwalu Przemiany), Centrum Nauki Kopernik, Warszawa Galeria Sztuki XX i XXI wieku, Muzeum Narodowe w Krakowie, ekspozycja stała od 2022 |
| 2021 | Refugia – Strzeż (się) tych miejsc, Galeria Miejska Arsenał, Poznań |
| 2018 | Liquid City, Triennale Brugge, Brugia, Belgia |
| 2012 | Newtopia. The State of Human Rights, Mechelen, Belgia |
| 2011 | OBOK. Polska-Niemcy. 1000 lat historii w sztuce, Martin Gropius Bau, Berlin The Power of Fantasy. Polish Modern and Contemporary Art, Palais des Beaux-Arts, Bruksela Statek Kosmiczny Ziemia, CSW, Toruń                                                                         |
| 2010 | Young Creative Poland, La Triennale di Milano, Mediolan |
| 2009 | When Angels Fall, Istanbul Museum of Modern Art, Istambuł, 2009-2010 Poland Street Underground 2009: Kontrol, Vinyl Factory Gallery, Londyn NatureNation, Museum on the Seam Socio-Political Contemporary Art Museum, Jerozolima                                                  |
| 2008 | Greenhouses (in the frames of One Day It All Make Sense), CCA, Tel Aviv |
| 2007 | Próżna 2007 (w ramach Festiwalu Singera) Próżna 7-9, Warszawa Betonowe dziedzictwo: Od Le Corbusiera do blokersów, CSW Zamek U-jazdowski, Warszawa Bodycheck, 10 Triennale Kleinplastick, Alte Kelter, Fellbach                                                                   |
| 2005 | Panoptykon. Architektura i teatr więzienia, Galeria Zachęta, Warszawa |
| 2004 | Stanisław Ignacy Witkiewicz, marginalia filozoficzne, CSW Zamek Ujazdowski, Warszawa |
| 2003 | Mars Project, Landschaftspark Bärwalder See, Boxberg (Niemcy) |
| 2001 | Sybaris. Baltic Contemporary Art Biennial, Muzeum Narodowe, Szczecin |
| 2000 | Retracing the Future. Biennale Balticum, Rauma Art Museum, Rauma (Finlandia) Flexible 3 – Close to the Body, The Museum of Science and Industry, Manchester (Anglia) |

## Wybrane projekty scenografii i ekspozycji wystaw
- Witkacy. Sejsmograf epoki przyspieszenia, Muzeum Narodowe w Warszawie, 2022[165]
- Leopold Buczkowski. Przebłyski historii, przelotne obrazki, Muzeum Sztuki, Łódź, 2021-2022[166]
- Boska Komedia Dantego, koncepcja plastyczna, scenografia, projekt lalek i kostiumów, Teatr Lalka, Warszawa, 2021[167]
- Teresa Tyszkiewicz: dzień po dniu, Muzeum Sztuki, Łódź, 2020[168][169]
- Anna Bella Geiger. Mapy pod niebem Rio de Janeiro, Zachęta Narodowa Galeria Sztuki, Warszawa, 2018[170]
- LAGERTHEATER, MOCAK, Kraków, 2017-2018[171][172]
- Kilka gramów czerwonego, żółtego, niebieskiego. Nowa sztuka z Rumunii, CSW Zamek Ujazdowski, Warszawa, 2014[173]
- Obok. Polska-Niemcy. 1000 lat historii w sztuce, Martin Gropius Bau, Berlin, Niemcy, 2011[174][175][176]
- Powtórka z teorii widzenia, CSW Zamek Ujazdowski, Warszawa, 2010[177]
- Performer, Zachęta Narodowa Galeria Sztuki, Warszawa, 2009[178]
- Panoptykon. Architektura i teatr więzienia, Zachęta Narodowa Galeria Sztuki, 2005[179]
- Nostalgia jest gdzie indziej, Zachęta Narodowa Galeria Sztuki, Warszawa, 2003[180]
- Bracia i siostry, projekt scenografii, Teatr Dramatyczny, Warszawa, 1996[181][182]

## Nagrody i wyróżnienia
- 2003: I nagroda w konkursie na projekt zagospodarowania zdegradowanych terenów poprzemysłowych w Boxberg na Pojezierzu Łużyckim (Projekt Mars)[183]
- 2004: nagroda Stowarzyszenia Klubu Krytyki Artystycznej „Pokaz”[184]
- 2004: wyróżnienie w konkursie na projekt architektoniczny Centrum Sztuki Nowoczesnej w Toruniu[185]
- 2005: I nagroda w międzynarodowym konkursie na koncepcję Parku Pojednania w Oświęcimiu[186]
- 2006: reprezentant Polski na X Międzynarodowej Wystawie Architektury w Wenecji[187]
- 2006: I nagroda w konkursie na projekt rzeźby w przestrzeni publicznej w Stuttgarcie[188]
- 2007: nagroda magazynu „Arteon” za 2006 rok[189]
- 2007: nagroda publiczności na 10.Triennale Kleinplastick w Fellbach[190][191]
- 2007: wyróżnienie specjalne w konkursie na projekt budynku Muzeum Sztuki Nowoczesnej w Warszawie[192]
- 2015: Srebrny Medal „Zasłużony Kulturze Gloria Artis”[193]